# راجیو کاپور
راجیو کاپور (به انگلیسی: Rajiv Kapoor) (۲۵ اوت ۱۹۶۲ – ۹ فوریه ۲۰۲۱) بازیگر، کارگردان، تهیه‌کننده هندی بود.
از فیلم‌هایی که وی در آن نقش داشت می‌توان به کارگردانی کتاب مقدس عشق و بازیگری در فیلم‌های رام، گنگا تو ناپاک است، تولسیداس کوچیکه و زلزله اشاره کرد.